# ローデシア・ポンド

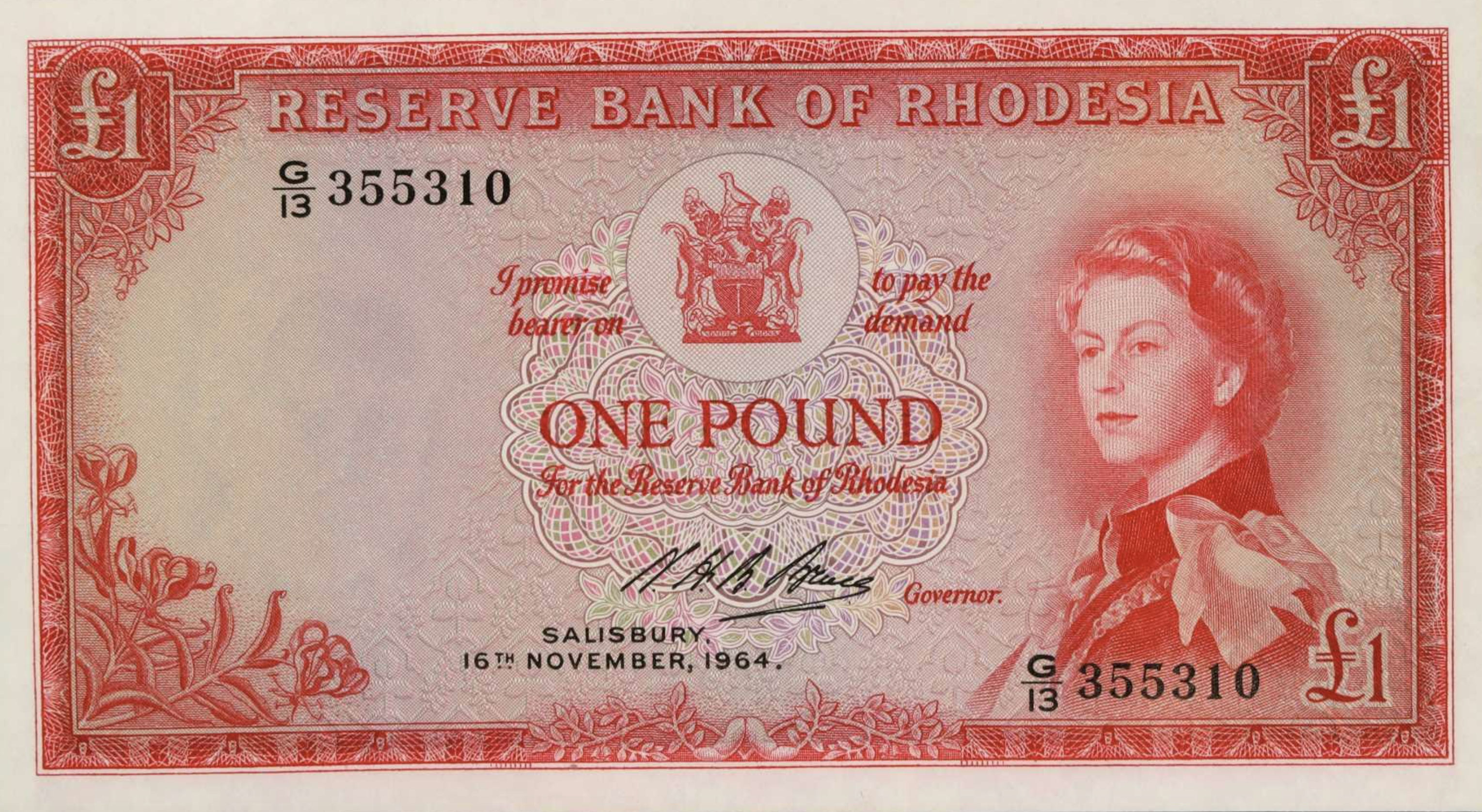
1ポンド札（1964年発行）

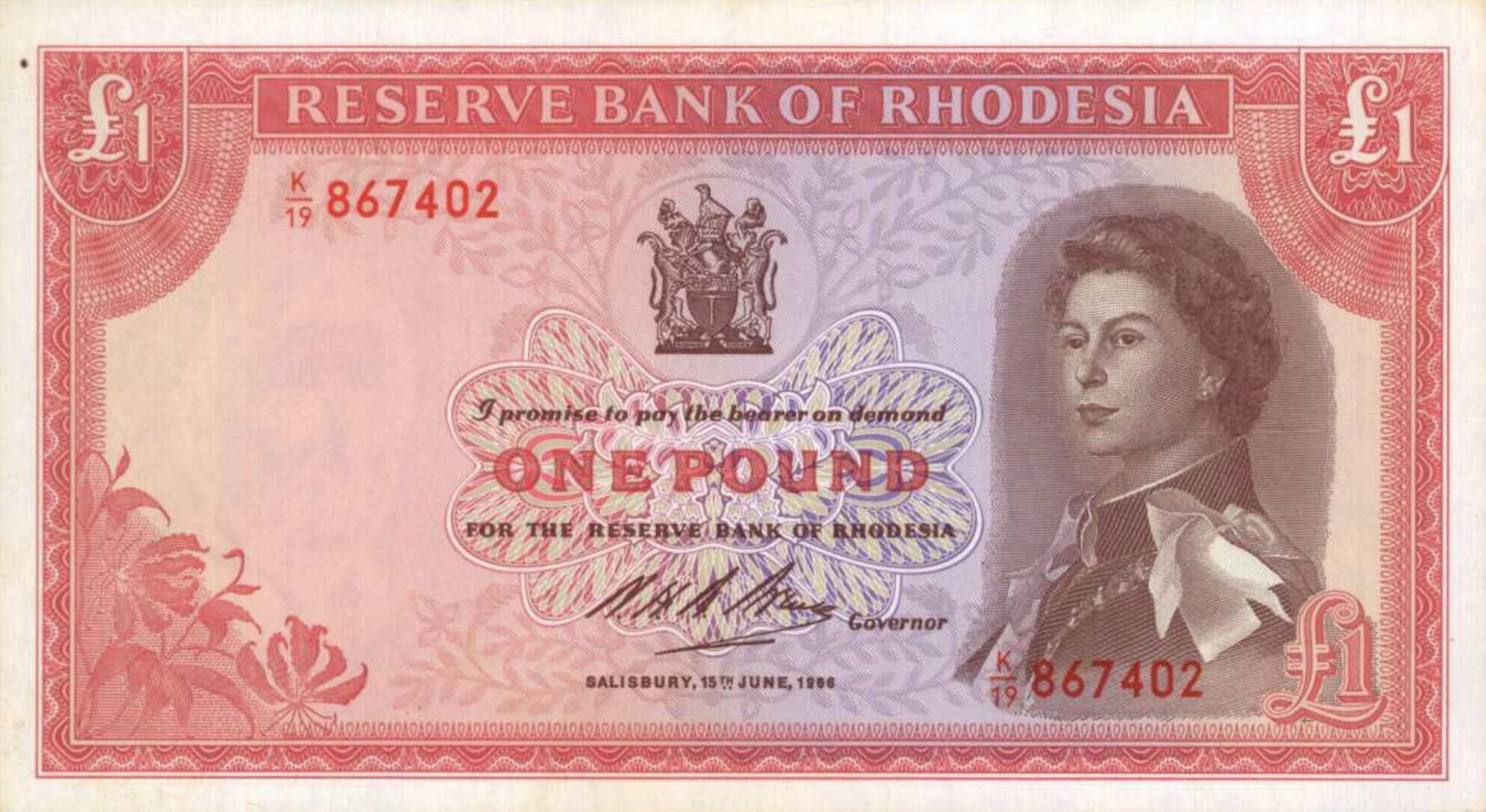
1ポンド札（1966年発行）

ローデシア・ポンド（英語: Rhodesian pound）は1964年から1970年までローデシアで用いられていた通貨単位。1964年のローデシア・ニヤサランド連邦の崩壊、ローデシアの分離独立に伴い、ローデシア・ポンドがローデシア・ニヤサランド・ポンドと等価として導入された。
1970年にローデシア・ポンドはローデシア・ドルに置き換えられた。(1 ポンド=2ドル)

## 固定相場
ローデシア・ポンドは、導入当初、ローデシア・ニヤサランド・ポンドと同様に、UKポンドと等価に固定されていた。1967年に1UKポンド=2.8USドルの固定相場からUKポンドが切り下げられると、固定相場は1ローデシア・ポンド=2.8USドルとされた。